# Lies Pauwels
Lies Pauwels (Gent, 1968) is een Vlaamse actrice en theaterregisseur. Ze is artistiek leider van het gezelschap Sontag.
Pauwels, dochter van theatermaker Dirk Pauwels, volgt een toneelopleiding aan de Koninklijke Academie voor Schone Kunsten van Gent.
In de jaren negentig verwierf ze bekendheid in het theater door met Alain Platel en Arne Sierens als Toneelgroep Victoria de trilogie Moeder en Kind, Bernadetje en Allemaal Indiaan te creëren en ermee op een eerst Vlaamse en Nederlandse en later Europese en Amerikaanse tournee te spelen. Naast voor Victoria staat ze ook op de planken met gezelschappen als Stella Den Haag, Tg STAN, Het Toneelhuis en Dood Paard. Ze wordt geregisseerd door Josse De Pauw, Peter Van den Eede en Pol Heyvaert.
Haar debuut als theaterregisseur volgt in 2001, met Club Astrid. Na een succes, volgt in 2004 een tweede regie, White Star, waarvoor ze de Grand Prix Award tijdens het Kontakt Festival in Polen ontvangt. Daarna volgen in 2007 For All the Wrong Reasons en in 2008 Venizke.
In 2020 werd Pauwels één van de huisartiesten van LOD muziektheater. Do the Calimero was haar eerste productie bij LOD muziektheater en deze tourde zowel in binnen- als buitenland. 
Daarnaast speelt Pauwels af en toe ook mee in films en televisieseries.
Pauwels vertolkte snel na haar afstuderen als jonge actrice een hoofdrol als Rosa in de miniserie Moeder, waarom leven wij? uit 1993 van Guido Henderickx. In 1997 had ze een rol als Doriane in de langspeelfilm Hombres Complicados van Dominique Deruddere. In 2000 speelde ze mee in 50CC, de allereerste kortfilm en het afstudeerproject van de toen nog jonge Felix Van Groeningen. In 2001 had ze een rol in üBUNG van Josse De Pauw en Koen Gisen, een film gekoppeld aan een theatervoorstelling. In 2008 had ze een rolletje in Nowhere Man van Patrice Toye. In 2010 speelde ze Lucette Van Reybroeck in de langspeelfilm Turquaze van Kadir Balci en Anita in de kortfilm Badpakje 46 van Wannes Destoop. Badpakje 46 won in 2011 de Prix du Jury - court métrage op het Filmfestival van Cannes. In 2017 speelt ze tante Daisy De Rouck, de zus van Toine De Rouck vertolkt door Bart De Pauw, in de televisieserie It's showtime van Pietje Horsten.

## Erkenning
In 2011 werd ze door de Vereniging van Schouwburg- en Concertgebouwdirecties gelauwerd met de Colombina voor haar rol in Freetown van de theatergroep Dood Paard. Het juryverslag loofde haar "Het is bijzonder knap hoe zij op aardse, bijna wulpse wijze een vrouw speelt die haar geluk in Afrika probeert te vinden."
- Gemeinsame Normdatei: 1178468399
- International Standard Name Identifier: 0000 0000 0135 8240
- Virtual International Authority File: 8893155105797576320001